# Бухуші
Бухуші (Бухуши, рум. Buhuşi) — місто на сході Румунії, у жудці Бакеу. Розташоване поблизу річки Бистриця, у гирлі Бакеу. Залізницями і шосейними дорогами пов'язаний з містами Бакеу і П'ятра-Нямц. 19,0 тис. мешканців (2002).

## Господарство
Крупна суконна фабрика, одна із старих в країні. Харчові і деревообробні підприємства. ГЕС.

## Історія
Перша згадка в XV ст. під назвою Бодешті, що належав на той час боярській сім'ї Бухуш. Також місто звалося Букурешті. Зоопарк (інші в Браїлові і П'ятра-Нямці). В околицях відомий монастир Рунк (1457), побудований Штефаном Великим Молдавським під час Отоманських війн 15 сторіччя.
| Румунія | Це незавершена стаття з географії Румунії. Ви можете допомогти проєкту, виправивши або дописавши її. |